# 彼得·格勒宁
彼得·格勒宁（德語：Peter Gröning，1939年4月29日—），德国男子自行车运动员。他曾代表德国联队参加1960年夏季奥林匹克运动会自行车比赛，获得男子团体追逐赛银牌。